# Batalla de Carabobo (1821)
La batalla de Carabobo fue una de las principales acciones militares de la guerra de Independencia de Venezuela en el marco de las Guerras de Independencia Hispanoamericanas que se llevó a cabo en el Campo de Carabobo el 24 de junio de 1821, por parte del ejército patriota, favorable a la libertad de Venezuela, contra el ejército realista

## Antecedentes
La rebelión de Rafael Riego en Andalucía el año 1820, desintegró y dispersó las tropas expedicionarias reunidas para la Grande Expedición, con ello desapareció la amenaza de invasión española del Río de la Plata y Venezuela, y en consecuencia en dichas regiones se desmorona la resistencia realista. El nuevo gobierno del Trienio Liberal envío comisionados para acordar la paz con los revolucionarios. Pero agotados los plazos del armisticio del 28 de abril de 1821 sin alcanzar a ningún acuerdo, ambos bandos comenzaron una movilización de sus fuerzas. 
Los leales al Rey, debilitados por el derrumbe del Trienio Liberal estaban sometidos a un despliegue provocado por las deserciones de sus unidades lo que hacía favorable un combate en detalle, frente a las divisiones patriotas de la Gran Colombia reunidas por Bolívar. Los grancolombianos, en cambio, necesitaban concentrar sus tropas para poder obtener una sola batalla decisiva. El general republicano Mariano Montilla al mando de tres mil hombres puso bajo asedio Cartagena de Indias entre el 14 de julio de 1820 y el 10 de octubre de 1821 (durante la vigencia del armisticio hubo un alto al fuego) y ocupó Riohacha y Maracaibo (lo que llevó al fin de la tregua). Bolívar en persona comandaba 5000 soldados acantonados en Barinas y Páez marchaba hacia él con 4000 refuerzos. Bermúdez por su parte avanzaba hacia Caracas con 2000 desde el Oriente. Por último, el ejército neogranadino se encargaba de las operaciones en el valle del Magdalena. La Torre en cambio, disponía de 9000 soldados distribuidos a lo largo de toda la costa caribeña venezolana y neogranadina en distintas guarniciones pero con sus comunicaciones interrumpidas desde la revolución en Maracaibo que llevó a que dicha ciudad pasara a poder republicano. Más de dos años antes (1818) sus fuerzas eran de 18 000 combatientes, pero a causa de las continuas derrotas ante los independentistas habían descendido a la mitad. Bolívar y sus ejércitos totabilizaban en cambio 20 000 hombres frente a los cerca de ocho mil que eran pocos años antes.
La concentración patriota se realizó en la ciudad de San Carlos, donde acudieron los ejércitos de Bolívar, parte del de Páez y la división del general Rafael Urdaneta. En total más de 10.000 hombres. La Torre tenía por su parte 5000 a 6300. El ejército de Oriente, dirigido por José Francisco Bermúdez realizó una maniobra de distracción avanzando sobre Caracas, La Guaira y los Valles de Aragua que obligó a La Torre a enviar unos dos batallones de infantería y un escuadrón de caballería a Barquisimeto en su contra para recobrar las posiciones y asegurar su retaguardia, unos mil combatientes. El ejército de Bolívar avanzó de San Carlos a Tinaco cubierto por la avanzada del coronel José Laurencio Silva, que tomó las posiciones realistas en Tinaquillo. El 20 atraviesa el ejército grancolombiano el río Tinaco y el 23 Bolívar pasa revista a sus fuerzas en la sabana de Taguanes.

## Preparación del ejército realista

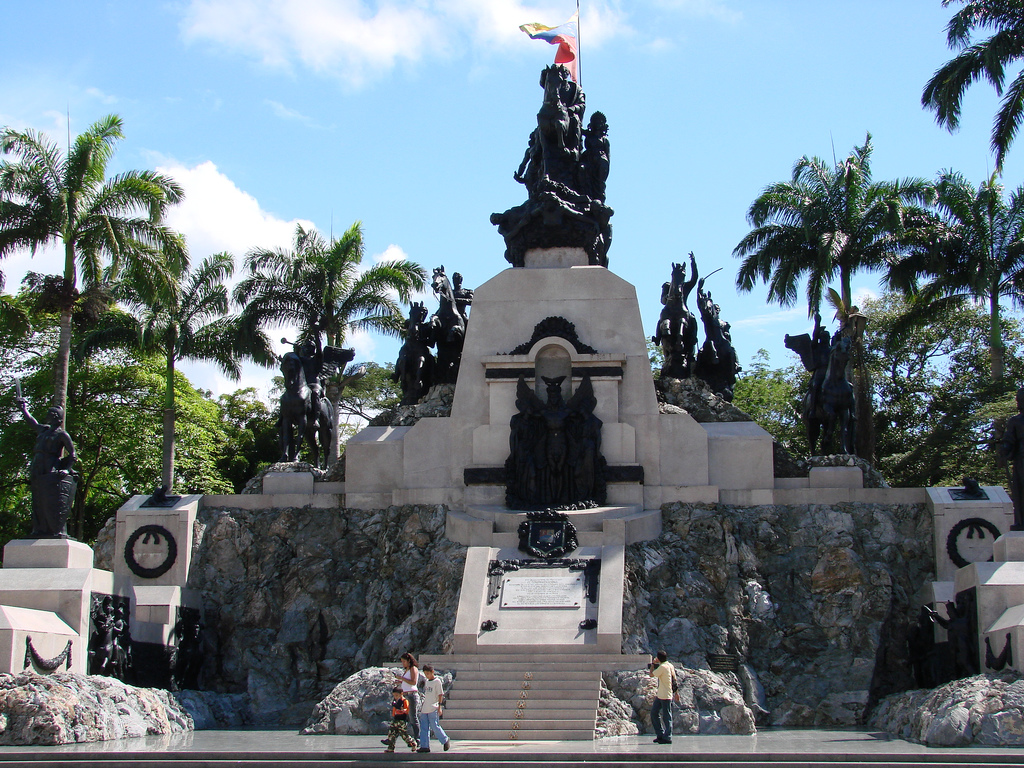
Altar de la Patria.

Previo al combate, Miguel de la Torre distribuyó sus fuerzas de manera con tal que cubrieran por el oeste el camino de San Carlos, y por el sur el de El Pao. La primera línea defensiva fue confiada a la Primera División dirigida por el teniente coronel Tomás García, la cual se organizó en tres batallones principales. El batallón  de Valencey a cargo del teniente coronel Andrés Riesco, ocupó la parte sur del camino; a su derecha se situó el batallón Hostalrich comandado por el teniente coronel Francisco Illas, en columna de marcha detrás de las anteriores. Además de esto, dos piezas de artillería fueron colocadas en una pequeña altura, delante de la línea formada por el Valancey y el Barbastro. La posición correspondiente a la vía de El Pao fue ocupada por la División de Vanguardia liderada por el brigadier Francisco Tomás Morales, quien contaba con dos batallones principales y uno de reserva. Primero tomó posiciones el batallón ligero del Infante, a cargo del teniente coronel Simón Sicilia; e inmediatamente detrás de esta unidad se situó el batallón ligero del Príncipe. La reserva quedó integrada por el segundo batallón del Burgos, bajo la jefatura del teniente coronel Joaquín Dalmar, quien disponía de cuatro regimientos de caballería. En cuanto al cuartel general, el mismo quedó establecido cerca del batallón Burgos.
El 15 de junio de 1821, Bolívar reorganizó su ejército en tres divisiones. La primera a cargo de José Antonio Páez, y formada por los batallones Bravos de Apure (al mando del teniente coronel Francisco Torres) y los mercenarios ingleses agrupados en el batallón Cazadores Británicos (al mando del coronel inglés Thomas Ildeston Farriar); además de 7 regimientos de caballería. La segunda, comandada por el general de división Manuel Cedeño, y constituida por los batallones Tiradores (al mando del polaco teniente coronel Ludwig Flegel) y Vargas (comandado por el neogranadino teniente coronel Antonio Gravete), a lo que se sumaba un escuadrón de caballería. La tercera, bajo las órdenes del coronel Ambrosio Plaza y constituida por 4 batallones: El Rifles a cargo del teniente coronel irlandés Arthur Sandes, Granaderos de Colombia al mando del coronel neogranadino Francisco de Paula Vélez, Vencedor de Boyacá dirigido por el coronel alemán Johann von Uslar y el Anzoátegui, comandado por el coronel José María Arguidegui; completado todo esto por un regimiento de caballería,

### Fuerzas presentes en el combate
Los cálculos decimonónicos sobre las fuerzas presentes en Carabobo tienden a ser muy favorables para uno u otro bando, variando mucho entre sí. Sin embargo, todos reconocen la superioridad numérica de los independentistas. La de Alison da 4001 para La Torre y 8000 para Bolívar, de estos últimos 1200 eran miembros de la Legión británica y 3000 de caballería llanera comandada por Páez. Mosquera cifra al ejército grancolombiano en 9000 o 10 000 hombres pero Mulhall lo rebaja a 7500. Incluso Karl Marx reconoce la superioridad numérica grancolombina: 1500 jinetes y 2500 infantes realistas contra 3000 jinetes y 6000 infantes (1100 británicos) patriotas. Por su parte, Dromundo eleva la cifra de infantes realistas a 3500 aunque conserva la de jinetes. Lo mismo hace López.
Estimaciones modernas en cambio discrepan de dichas cifras. Zamora habla de solo 4300 realistas y 6500 republicanos. Respecto de esta última cifra coincide con la de Bushnell, 2500 jinetes y 4000 infantes. López habla de 4000 infantes y 2300 jinetes. Sinclair estima el ejército revolucionario en 10 000 combatientes, 3000 jinetes y el resto infantes. De Armas Chitty da unas cifras muy similares a las de Marx respecto de la tropa realista: 2566 infantes, 1651 jinetes y 62 artilleros con 2 cañones. Francisco Javier Yanes estimó en 5.000 hombres de infantería y caballería a los soldados realistas en la llanura de Carabobo.

## Batalla

### Despliegue y primeras maniobras
A primera hora del 24 de junio, desde las alturas del cerro Buenavista, Simón Bolívar hizo un reconocimiento de la posición de los realistas sobre su caballo blanco Palomo y llegó a la conclusión de que esta era inaccesible por el frente y por el sur. En consecuencia, ordenó que las divisiones modificaran su marcha por la derecha y se dirigieran al flanco derecho realista, el cual estaba descubierto; es decir, Bolívar concibió una maniobra tendiente a desbordar el ala izquierda enemiga, operación ejecutada por las divisiones de José Antonio Páez y Manuel Cedeño, en tanto que la división de Plaza seguía por el camino hacia el centro de la posición de ataque de los compatriotas al mando de Bolívar.

### Flanqueo de la 1.ª. División y contraataque del Burgos
Al darse cuenta La Torre de la maniobra, ordenó al batallón Burgos que marchase al norte a ocupar la altura hacia el Bravos de Apure, cabeza de la primera división, el cual después de cruzar el riachuelo de Carabobo, trataba de escalar la pendiente que lo llevaría a la parte plana de la sabana. Tan violento fue el contraataque del Burgos, que el Bravos de Apure tuvo que replegarse en dos ocaciones. La situación cambió cuando una unidad que lo seguía, el batallón Cazadores Británicos, se enfrentó y lo obligó a retroceder. En esta acción, el Batallón Británico demostró una gran valentía y sangre fría, soportando cada una de las cargas del ejército real, perdiendo a su comandante Tomás Farriar y a 17 de sus oficiales superiores, pero permitiendo a los "Bravos de Apure", liderados por Páez, reorganizarse y contraatacar de forma efectiva.

### El flanco derecho del ejército real se retira

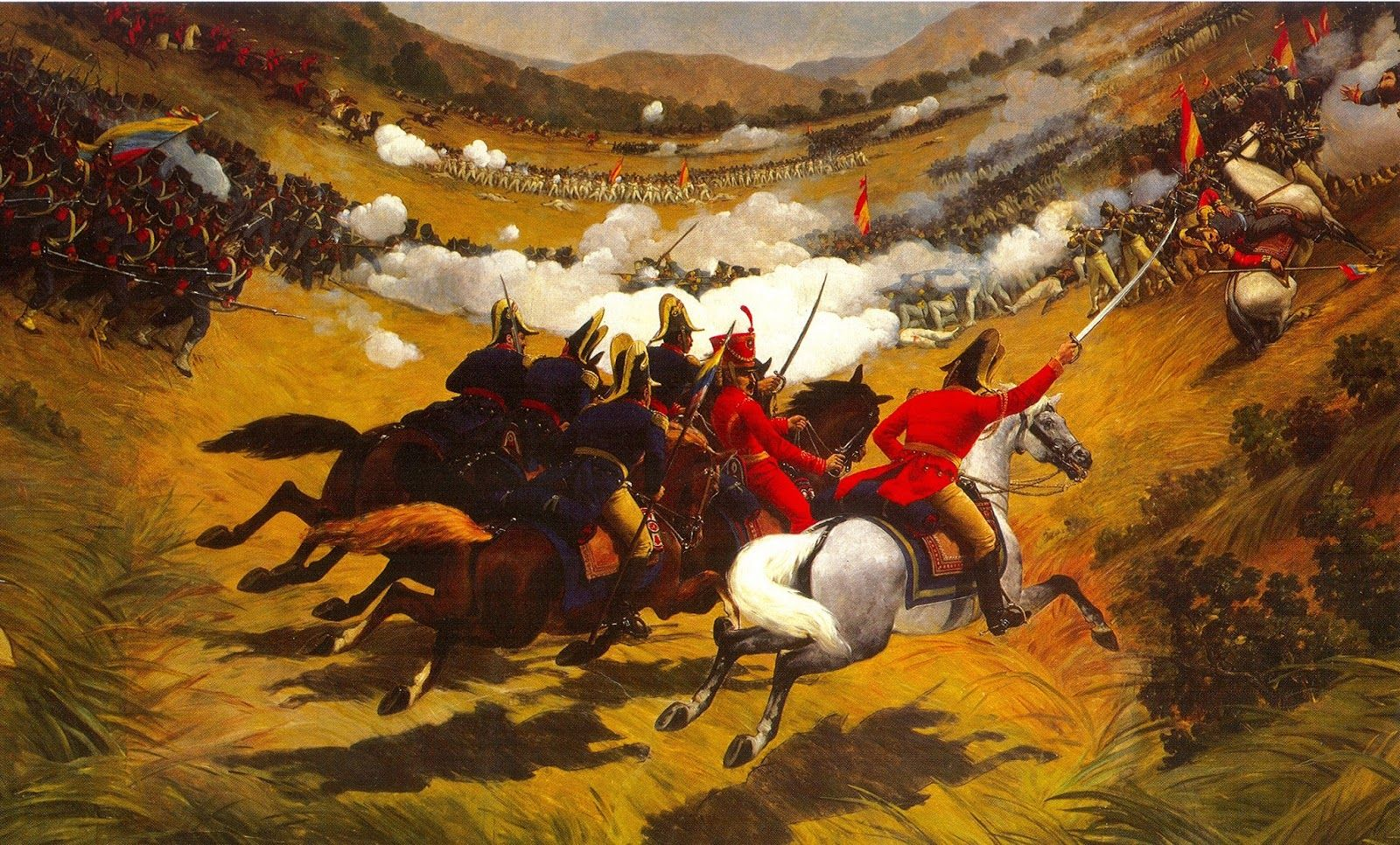
Choque entre las fuerzas grancolombianas y realistas.

Para detener el repliegue de las unidades realistas que había producido la operación Republicana, La Torre envió los batallones Príncipe, Barbastro e Infante, los que lograron sostener la línea de combate, pero solo por breve tiempo, pues el grueso de la caballería de la primera división del ejército patriota entró por el norte de la sabana Con el fin de hacer frente a este nuevo ataque, La Torre ordenó al Húsares de Fernando VII que cargase contra la caballería rebelde, pero esta unidad se retiró después de disparar sus carabinas.
Finalmente, atacados de frente por la infantería y por la derecha por la caballería, los batallones leales al Rey optaron por la retirada. Como último recurso, La Torre le ordenó al regimiento de los Lanceros del Rey que atacara a la caballería grancolombiana, pero esta unidad no sólo desobedeció la orden, sino que huyó ante la embestida de las fuerzas de Bolívar Al entrar la batalla en su fase final, el 1.º de Valencey forma cuadro y comienza a retirarse, los rebeldes iniciaron una tenaz persecución del ejército real, la cual fue llevada a cabo hasta Valencia y seguirán hasta llegar a salvo a Puerto Cabello. De los 4279 efectivos que participaron en la batalla de Carabobo, los realistas perdieron dos oficiales superiores, 120 subalternos y 2786 soldados.

## Consecuencias
La Batalla de Carabobo fue la acción más importante para la independencia de Venezuela. A pesar de que la guerra proseguiría hasta 1823, debido a que algunos restos de las fuerzas realistas lograron escapar del campo de batalla y lanzarían varias campañas contra el occidente del país, conocidas como la "Campaña de Occidente"; el poder de los españoles en Venezuela estaba liquidado y esto le permitió a Bolívar iniciar las Campañas del Sur mientras que sus subordinados acababan la lucha en Venezuela.
Los últimos focos de resistencia realista cayeron en las campañas posteriores, Cumaná en el oriente fue tomada poco después, el 16 de octubre del mismo año. Mientras que Francisco Tomás Morales logró refugiarse en Puerto Cabello con 2000 sobrevivientes de Carabobo (más 1000 hombres de la guarnición local), pronto reunía más de 5200 hombres reconquistando Maracaibo y Coro el 7 de septiembre y 3 de diciembre de 1822, respectivamente . Tras las derrotas realistas en Cumarebo, en la batalla naval del Lago de Maracaibo del 24 de julio de 1823 y el asedio planteado por el general Páez en Puerto Cabello la situación realista se hizo insostenible y tuvieron que evacuar la plaza el 8 de noviembre de 1823, dos días después el castillo de San Felipe fue tomado , acabando así la guerra de independencia en Venezuela después de más de trece años.